# Bratislava (região)
Bratislava (em eslovaco: Bratislavský kraj) é uma região da Eslováquia, sua capital é a cidade de Bratislava.

## Demografia
| Ano:        | 1994    | 2004    | 2014    | 2024    |
| ----------- | ------- | ------- | ------- | ------- |
| Broj ljudi: | 616 871 | 601 132 | 625 167 | 736 385 |
| Razlika:    |         | -2,55%  | +3,99%  | +17,79% |

| Ano:               | 2023    | 2024    |
| ------------------ | ------- | ------- |
| Número de pessoas: | 732 757 | 736 385 |
| Diferença:         |         | +0,49%  |

## Distritos

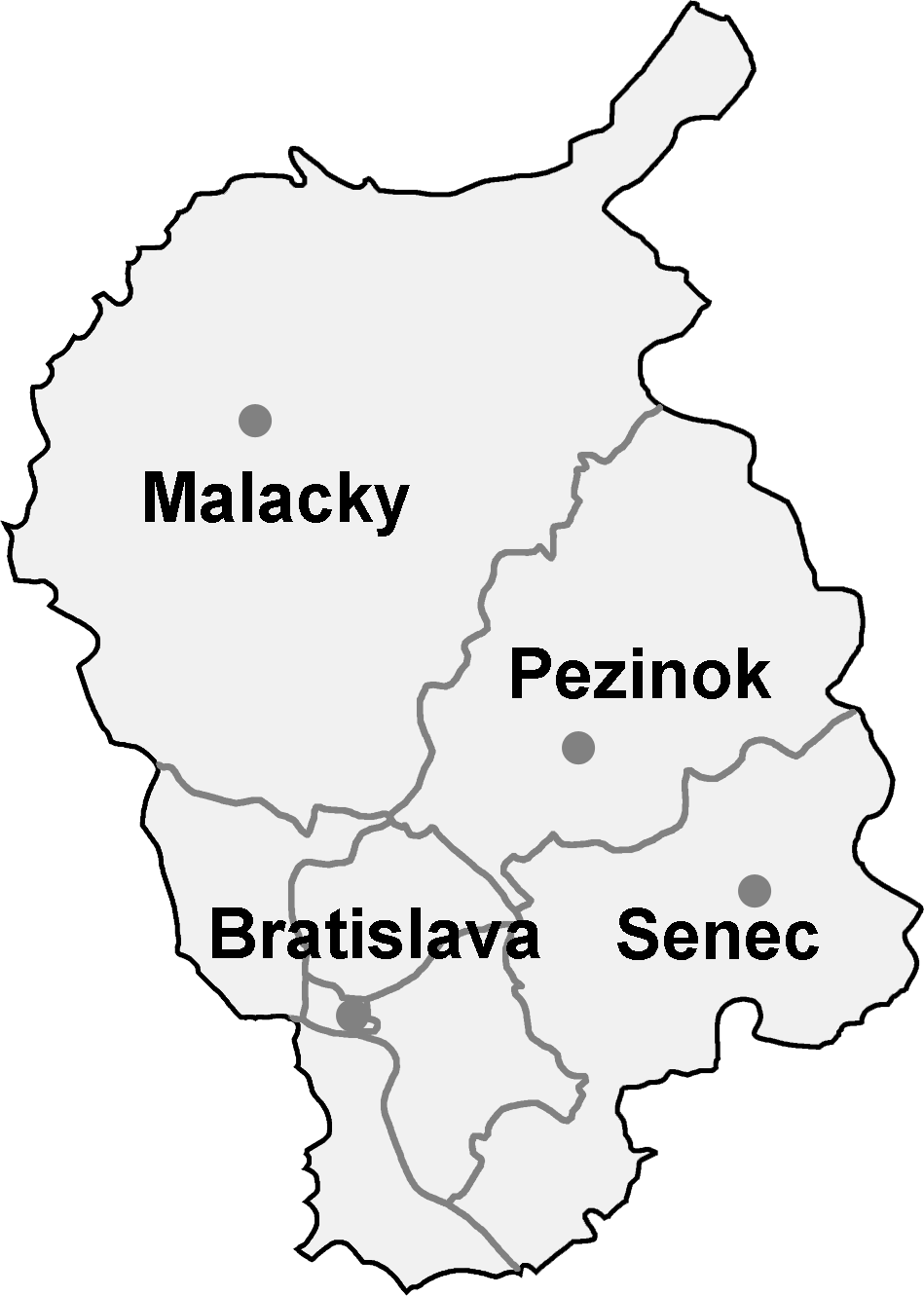

A região da Bratislava se divide em oito distritos:
- Bratislava I
- Bratislava II
- Bratislava III
- Bratislava IV
- Bratislava V
- Distrito de Malacky
- Distrito de Pezinok
- Distrito de Senec